# Nickel 63
table
Le nickel 63, noté 63Ni, est l'isotope du nickel dont le nombre de masse est égal à 63 : son noyau atomique compte 28 protons et 35 neutrons avec un spin 1/2- pour une masse atomique de 62,929 669 g/mol. Il est caractérisé par un excès de masse de −65 512,9 ± 0,4 keV et une énergie de liaison nucléaire par nucléon de 8 763,50 keV. C'est un radionucléide qui n'existe pas dans la nature. Ce radioisotope synthétique ne peut qu'être artificiellement produit dans des installations nucléaires.
Il a été commercialisé sous forme de 63NiCl2 et de 63Ni(NO3)3.
Une application pour des batteries à radionucléide vient d'être proposée par l'entreprise chinoise Betavolt Technology. Cette batterie de 3 V permettrait d'assurer une puissance de 100 microwatts durant 50 ans, soit de quoi fournir une énergie totale de 0,044 kWh.

## Caractéristiques
C'est un émetteur β pur. Activité massique : 2,1 × 1012 Bq/g. Sa période radioactive (demi-vie) est de 100,1 ans et en se dégradant, il donne naissance à un isotope de cuivre stable (63Cu). Émission(s) principale(s) par désintégration (rendement d’émission %) : Emax = 65,87 keV (100 %).

## Origines
- Le 63Ni est principalement l'un des produits d'activation présent dans les lieux de stockage de déchets faiblement radioactifs issus du cycle du combustible nucléaire. Beaselay (1986) a estimé qu'« un réacteur de 900 MWe ayant fonctionné pendant 40 ans à 80 % de sa puissance comporte dans sa structure au moment du démantèlement environ 4 × 1016 Bq de 63Ni »[6]. Il peut être trouvé à proximité de sites nucléaires, à la suite de fuites, éventuellement associé au tritium (voir article Tritium dans l'environnement).
- Les explosions nucléaires et essais nucléaire atmosphériques en produisent également. Il a par exemple été détecté en 1954 sur l'atoll de Bikini jusqu'à 2,7 Bq par gramme d’échantillon[7]. On estime que les radioisotopes du nickel ne sont plus présents dans l’atmosphère terrestre. Il en reste dans le sol et les sédiments, par exemple mesuré en Suède[8] à hauteur de 1 Bq/m2 en termes de radioactivité, sans que la catastrophe de Tchernobyl ait en 1986 significativement augmenté ce taux.
- Il peut être présent dans les déchets de certains laboratoires[2].

## Cinétique environnementale
Selon les données disponibles, le 63Ni déposé sur le sol y est adsorbé pour environ 90 %.
Dans l'eau douce, il tend à se fixer dans les sédiments ou sur les particules en suspension, et peut contaminer les algues et plantes aquatiques. Certaines plantes le bioaccumulent très fortement (phytoremédiation possible).
Comme de nombreux métaux de transition, il est d'autant plus soluble et mobile dans le sol que le pH est bas (conditions acides). Il peut être complexé et capté par divers agents chélateurs (EDTA, DTPA, oxalate, citrate, etc.) qui peuvent diminuer sa sorption sur les minéraux des sols (Swanson, 1982 cité par l'IRSN)
Les végétaux peuvent le capter, avec une répartition plutôt homogène dans la plante (pas d'accumulation particulière dans les graines, fruits ou tubercules).
Les animaux peuvent l'ingérer et se contaminer. Les mammifères en rejettent une grande partie dans les 24 heures ; le reste étant distribué de manière homogène dans le corps où il persiste longtemps (demi-vie biologique : de 500 à 1 200 jours chez l’homme).
Les poissons le stockent préférentiellement dans la peau et les viscères. Les crustacés le fixent dans le pancréas et l’exosquelette alors que les mollusques le concentrent dans leur coquille.

## Toxicité, écotoxicité
Sa toxicité est considérée comme modérée[évasif].